# Peucedanum daucifolium
Peucedanum daucifolium är en flockblommig växtart som beskrevs av Thomas Nuttall, John Torrey och Asa Gray. Peucedanum daucifolium ingår i släktet siljor, och familjen flockblommiga växter. Inga underarter finns listade i Catalogue of Life.